# Annabella Sciorra

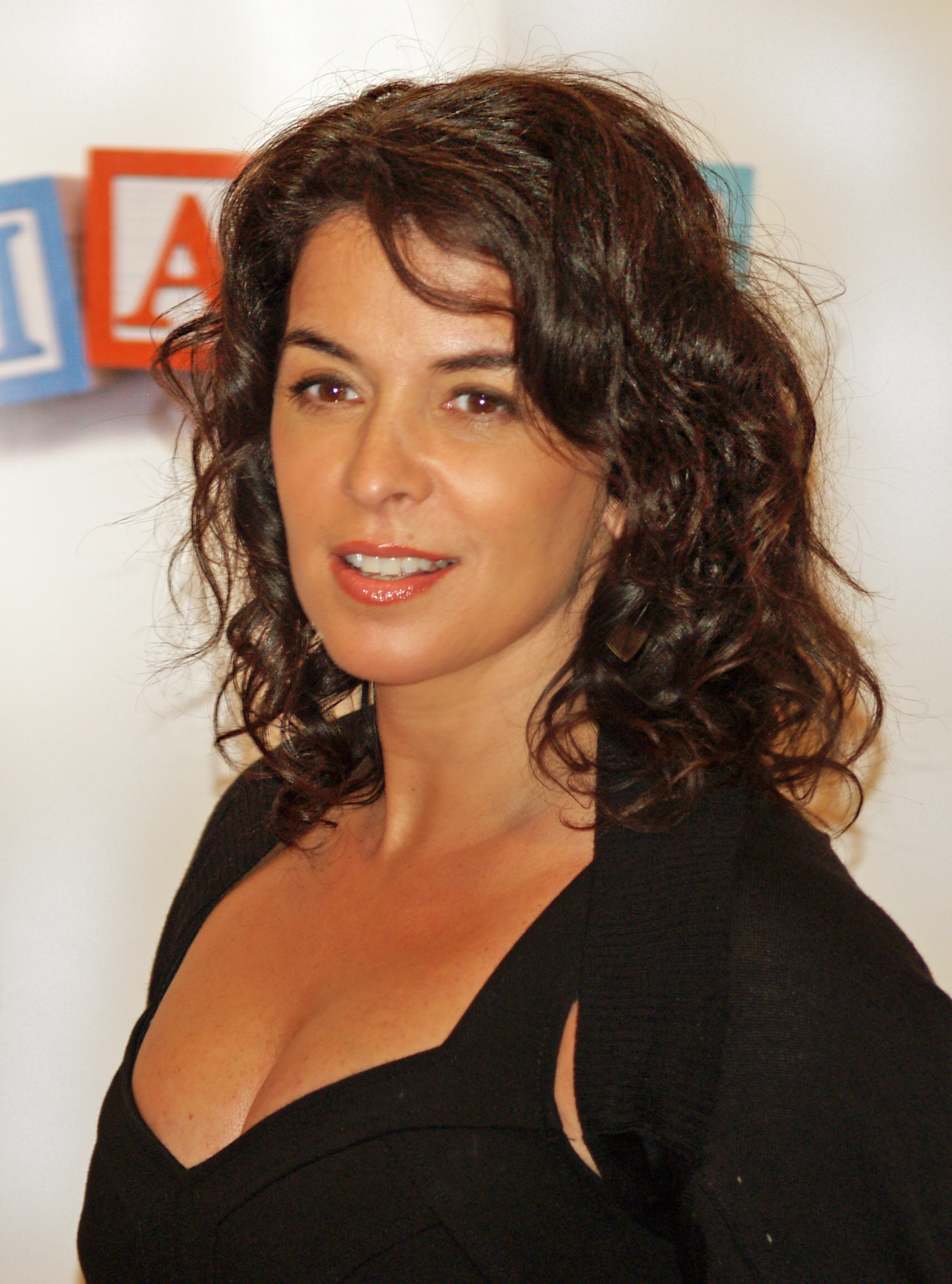
Sciorra im April 2008

Annabella Gloria Philomena Sciorra (* 29. März 1960 in Brooklyn, New York City) ist eine US-amerikanische Schauspielerin.

## Leben und Leistungen
Sciorra entstammt einer italoamerikanischen Familie und wurde im New Yorker Stadtbezirk Brooklyn geboren, wo sie auch ihre Kindheit verbrachte. Dort nahm sie Schauspielunterricht.
Für ihre Hauptrolle in der Komödie Wahre Liebe (1989) wurde Sciorra im Jahr 1990 für den Independent Spirit Award nominiert. In der Komödie Cadillac Man (1990) trat sie neben Robin Williams und Tim Robbins auf, im Filmdrama Die Affäre der Sunny von B. spielte sie an der Seite von Glenn Close und Jeremy Irons. In der Komödie Mr. Wonderful (1993) spielte sie neben Matt Dillon eine der Hauptrollen. Im Filmdrama Hinter dem Horizont (1998) verkörperte sie die Rolle von Annie Collins-Nielsen, der Ehefrau von Chris Nielsen (Robin Williams). Für ihre Rolle in der Fernsehserie Die Sopranos, in der sie in den Jahren 2001 bis 2004 auftrat, wurde sie im Jahr 2001 für den Emmy Award nominiert. Außerdem war sie in den Jahren 2005 und 2006 in der fünften Staffel der Fernsehserie Criminal Intent – Verbrechen im Visier als Det. Carolyn Bareck zu sehen. Im Jahr 2007 spielte sie in zwei Episoden die Rolle der sterbenden Diana Moore in Emergency Room – Die Notaufnahme.
Sciorra war in den Jahren 1989 bis 1993 mit dem Schauspieler Joe Petruzzi verheiratet.
Am 28. Oktober 2017 bezichtigte sie öffentlich den Filmproduzenten Harvey Weinstein, sie im Jahr 1992 in einem New Yorker Hotel vergewaltigt zu haben.

## Filmografie (Auswahl)
- 1989: Wahre Liebe (True Love)
- 1990: Cadillac Man
- 1990: Die Affäre der Sunny von B. (Reversal of Fortune)
- 1990: Internal Affairs – Trau’ ihm, er ist ein Cop (Internal Affairs)
- 1991: Auf die harte Tour (The Hard Way)
- 1991: Jungle Fever
- 1992: Die Hand an der Wiege (The Hand That Rocks the Cradle)
- 1992: Stimmen im Dunkel (Whispers in the Dark)
- 1993: Romeo Is Bleeding
- 1993: Mr. Wonderful
- 1993: Die Nacht mit meinem Traummann (The Night We Never Met)
- 1995: The Addiction
- 1995: Mississippi – Fluß der Hoffnung (The Cure)
- 1995: Favorite Deadly Sins (Fernsehfilm)
- 1996: Das Begräbnis (The Funeral)
- 1996: Vatertag – Ein guter Tag zum Sterben (Underworld)
- 1997: Asteroid – Tod aus dem All (Asteroid)
- 1997: Cop Land
- 1997: Destination Anywhere
- 1998: Hinter dem Horizont (What Dreams May Come)
- 2000: Ketten der Vergangenheit (Above Suspicion)
- 2000: King of the Jungle
- 2000: Mit aller Härte (Once in the Life)
- 2001: Ein Hauch von Himmel (Touched by an Angel, Fernsehserie, Folge 7x22)
- 2001–2004: Die Sopranos (The Sopranos, Fernsehserie, 7 Folgen)
- 2004: American Princess (Chasing Liberty)
- 2004: Identity Theft: The Michelle Brown Story (Fernsehfilm)
- 2005: Das Ende der Unschuld (12 and Holding)
- 2005: Law & Order: Trial by Jury (Fernsehserie, Folge 1x01)
- 2005–2007: Criminal Intent – Verbrechen im Visier (Law & Order: Criminal Intent, Fernsehserie, 13 Folgen)
- 2006: Find Me Guilty – Der Mafiaprozess (Find Me Guilty)
- 2006: Marvelous
- 2007: The L Word – Wenn Frauen Frauen lieben (The L World, Fernsehserie, 3 Folgen)
- 2007: Emergency Room – Die Notaufnahme (ER, Fernsehserie, 2 Folgen)
- 2009: Mental (Fernsehserie, 12 Folgen)
- 2012: Good Wife (The Good Wife, Fernsehserie, Folge 4x05)
- 2012: A Green Story
- 2013: The Maid’s Room
- 2013: CSI: Vegas (CSI: Crime Scene Investigation, Fernsehserie, 2 Folgen)
- 2013–2023: Blue Bloods – Crime Scene New York (Blue Bloods, Fernsehserie, 5 Folgen)
- 2014: Friends and Romans
- 2015: Stranger in the House (The Inherited)
- 2016: Alto
- 2016: Back in the Day
- 2017: Bull (Fernsehserie, Folge 1x19)
- 2018: Marvel’s Luke Cage (Fernsehserie, 2 Folgen)
- 2018: GLOW (Fernsehserie, 3 Folgen)
- 2018: Marvel’s Daredevil (Fernsehserie, 2 Folgen)
- 2019: The Kitchen – Queens of Crime (The Kitchen)
- 2019–2020: Truth Be Told: Der Wahrheit auf der Spur (Truth Be Told, Fernsehserie, 8 Folgen)
- 2021: New Amsterdam (Fernsehserie, 8 Folgen)
- 2021: Law & Order: Special Victims Unit (Fernsehserie, Folge 22x07)
- 2021: The Blacklist (Fernsehserie, Folge 9x04)
- 2021: Godfather of Harlem (Fernsehserie, 2 Folgen)
- 2021: Before I Go
- 2022–2024: Tulsa King (Fernsehserie, 8 Folgen)
- 2023: Fresh Kills

## Nominierungen für Filmpreise
- Nominierung für den Independent Spirit Award als beste Hauptdarstellerin für Wahre Liebe.
- Nominierung für den Primetime Emmy Award als bester Gaststar in einer Serie für ihre Rolle in Die Sopranos.